# Jonas Mikisuluk
Jonas James Lars Mikisuluk (* 18. Oktober 1879 in Qipingasoq; † 7. September 1921 in Aasiaat) war ein grönländischer Landesrat.

## Leben
Jonas Mikisuluk war der Sohn von Axel Mathias Mikisuluk und seiner Frau Lovise Kristiane Sofie. Er lebte als Jäger in Kangaatsiaq. 1919 rückte er für den verstorbenen Nathanael Steenholdt in den nordgrönländischen Landesrat nach. Er starb allerdings selbst kurz nach der vorletzten Sitzung im Alter von knapp 42 Jahren im Kolonieort Aasiaat, sodass der Wahlkreis in der letzten Sitzung 1922 nicht vertreten war.